# Вокзал Виттен
Виттенский вокзал (нем. Witten Hauptbahnhof) — главный железнодорожный вокзал в городе Виттен (федеральная земля Северный Рейн-Вестфалия). По немецкой системе классификации вокзал Виттена относится к категории 3.
Вокзал Виттена — это тематический пункт регионального проекта «Путь индустриальной культуры» Рурского региона.

## История
Станция в Виттене была открыта в 9 марта 1849 года. Первоначально использовалась исключительно как грузовая станция железнодорожного участка Эльберфельд-Дортмунд. Пассажирское движение было открыто 26 октября 1860 года при вводе в эксплуатацию железнодорожного участка Виттен/Дортмунд-Оберхаузен/Дуйсбург.

В 1901 году было открыто новое здание вокзала, построенное по проекту архитектора Рихарда Зауербруха, которое сохранилось и используется по сей день. Здание находится под охраной государства.

4 октября 1926 года после окончания строительства Рурского виадука было открыто железнодорожное сообщение на участке Виттен-Швельм.

## Движение поездов по станции Виттен
| Линия | Название          | Маршрут                                                                                     |
| ----- | ----------------- | ------------------------------------------------------------------------------------------- |
| RE 4  | Wupper-Express    | Ахен — Мёнхенгладбах — Нойс — Дюссельдорф — Вупперталь — Швельм — Хаген — Виттен — Дортмунд |
| RE 16 | Ruhr-Sieg-Express | Эссен — Бохум — Виттен — Хаген — Зиген / Изерлон                                            |
| RB 40 | Ruhr-Lenne-Bahn   | Эссен — Бохум — Виттен — Хаген                                                              |
| S5    | S-Bahn Rhein-Ruhr | Дортмунд — Виттен — Веттер — Хаген                                                          |
| RTB-R | Ruhrtalbahn       | Хаген — Виттен — Хаттинген (Рур) — Бохум-Дальхаузен                                         |